# Joan Elies Adell i Pitarch
Joan Elies Adell i Pitarch   (Vinaròs, 18 de febrer de 1968) és un poeta, traductor i filòleg valencià. Pertany al grup dels Imparables, antologats al volum Imparables (2004). El juny de 2018 fou nomenat director de la Institució de les Lletres Catalanes, càrrec que va ocupar fins a març de 2019.

## Biografia
Doctor en filologia i llicenciat en comunicació audiovisual en la Universitat de València, ha estat professor de Teoria de la Literatura a la Universitat Oberta de Catalunya i membre del grup de recerca HERMENEIA de la Universitat de Barcelona, on és professor del Màster en Literatura en l'Era Digital. Va ser el coordinador de l'oficina de l'Alguer de la Delegació del Govern de Catalunya a Itàlia fins a l'octubre 2017. Pel que fa a la seua obra literària, ha publicat diverses obres assagístiques al voltant de la música i la cultura digital.
A més, s'ha dedicat al conreu de la poesia, amb títols com La matèria del temps (1994), que va meréixer el premi Gabriel Ferrater de poesia, Oceà immòbil (1995) guardonada amb el premi Benvingut Oliver de poesia de Catarroja, A curt termini (1997), que va rebre el premi Ciutat d'Elx de poesia, Un mateix cel (2000), Encara una olor (2003) premi Alfons el Magnànim, La degradació natural dels objectes (2004), Jocs Florals de Barcelona, Pistes Falses (2006), 1r premi Màrius Sampere de poesia, Si no et tinc (2013), XV Premi Parc Taulí de Sabadell i Escandall (2014). Ha estat antologat als volums col·lectius Bengales en la fosca (1998), Dotze poetes valencians (2000), Vint-i-un poetes del segle XXI (2001), Imparables (2004) i Medio siglo de oro. Antología de la poesía contemporánea en catalán (2014).
És el curador de l'antologia poètica La Tercera Illa. Poesia catalana de l'Alguer (1945-2013).

## Obra publicada

### Poesia
- La matèria del temps. Tarragona: El Mèdol, 1994
- Oceà immòbil. Catarroja: Ajuntament, 1995
- A curt termini. València: Eliseu Climent / 3i4, 1997
- Un mateix cel. València: 7 i mig, 2000
- Encara una olor. Alzira: Bromera, 2003
- La degradació natural dels objectes. Barcelona: Proa, 2004
- Pistes falses. Santa Coloma de Gramenet: La Garúa, 2006
- Si no et tinc. Lleida: Pagès Editors, 2013
- Escandall.  Barcelona: Meteora, 2014
- Res no és personal. Barcelona: Saldonar, 2018

### Llibres de poesia traduïts a altres llengües
- Scandaglio. Pròleg i traducció d'Antoni Coronzu. Alessandria: Edizioni dell'Orso, 2017
- La degradazione naturale degli oggetti. Pròleg i traducció de Giampaolo Vincenzi. Roma: Edizioni Ensemble, 2020
- Niente è personale. Pròleg de Stefano Resmini. Traducció de Francesco Esposito. Roma: Edizioni Ensemble, 2021

### Antologia poètica
- La Tercera Illa. Poesia Catalana de l'Alguer (1945-2013). Barcelona: Edicions Saldonar, 2013

### Assaig
- Música i simulacre a l'era digital. Lleida: Pagès, 1997.
- (ed.) Indústria musical i cultural popular. Barcelona: Editorial UOC, 2005.
- (coor. amb Jaume Radigales) (Des)acords, música i músiques als països catalans (1975-2009). Vilanova i la Geltrú: El Cep i la Nansa, 2009.
- (coor. amb Roger Canadell) L'acadèmia i els límits. Barcelona: Editorial UOC, 2010.
- Guia sentimental de l'Alguer. Barcelona: Pòrtic, 2016.

### Traduccions publicades
- Tema de l'adéu de Milo De Angelis. Edicions Saldonar. Barcelona: 2016.
- Encontres i paranys de Milo De Angelis. Edicions Saldonar. Barcelona: 2020.
- Historiae d'Antonella Anedda. Edicions Saldonar. Barcelona: 2022.
- Viatja vers: poesia a la butxaca dels texans de Chiara Carminati. Editorial Birobiro. Barcelona: 2022.
- (amb Anton Pujol) Colònia DMZ de Don Mee Choi. Raig Verd Editors. Barcelona: 2022.

## Premis literaris[4]
- Premis Literaris Baix Camp - Gabriel Ferrater de poesia, 1993: La matèria del temps.
- Benvingut Oliver de poesia de Catarroja, 1994: Oceà immòbil.
- Ciutat d'Elx de poesia, 1996: A curt termini.
- Alambor d'assaig breu de Benicarló, 1996: Notes per a una redefinició dels estudis literaris catalans.
- Associació Foment de la Cultura Catalana d'assaig breu, 1997: Mètode i ideologia de la historiografia literària catalana.
- Ciutat de Sagunt - Jaume Bru i Vidal de poesia, 2000: Un mateix cel.
- Premis València Alfons el Magnànim de poesia, 2002: Encara una olor.
- Crítica dels Escriptors Valencians de poesia, 2004: Encara una olor.
- Flor Natural als Jocs Florals de Barcelona, 2004: La degradació natural dels objectes.
- Premi Internacional de Poesia Màrius Sampere, 2005: Pistes falses.
- XV Premi de Poesia Parc Taulí, 2012: Si no et tinc.